# Podabacia kunzmanni
Podabacia kunzmanni is een rifkoralensoort uit de familie van de Fungiidae. De wetenschappelijke naam van de soort is voor het eerst geldig gepubliceerd in 2009 door Hoeksema.